# Вольный, Фёдор Григорьевич
Фёдор Григорьевич Вольный (1 января 1908 года, Посёлок шахты «Северная»[уточнить] — 16 июня 1974 года, Луганск, УССР, СССР) — советский луганский писатель: драматург и прозаик, комсомольский и партийный деятель, шахтёр.
Член Национального союза писателей Украины c 1953 года.

## Биография
Фёдор Вольный родился 1 января 1908 года в посёлке шахты «Северная»[уточнить] Дзержинского района[уточнить] Донецкой области[уточнить] в семье потомственных горняков.
С 12 лет Фёдор трудился на шахтах Красного Луча подземным рабочим: саночником, плитовым, коногоном, крепильщиком, камеронщиком.
В 1921 году Волный вступил в комсомол и позже возглавляет комсомольские организации Красного Луча и Антрацита.
В это время выступил одним из зачинателей пионерского движения в Донбассе.
Работал в ЧК, в составе частей особого назначения принимал участие в борьбе с бандитизмом.
В 1920-х годах выступил организатором первого шахтёрского театра рабочей молодёжи (ТРАМа).
В 1928 году, работая на шахтах, начала литературную деятельность с повести «Секретарь комсомола», которую поставил в 1930 году.
Первая повесть Вольного была направлена Максиму Горькому в Сорренто, у которого получила позитивную оценку.
Позже — в 1932 году Фёдор Вольный поставил пьесу «Большевистская формула».
В 1930-х годах им также созданы пьесы «Седьмая южная» и «Объективные — в забут».
Без отрыва от производства прошёл курс Государственной академии художественных наук.
В предвоенные годы написал киноповести «Борьба» и «Борьба продолжается», а также пьесу «Соперники».
Принимал участие в Великой Отечественной войне.
С 1942 года — комиссар 137 отдельной артбатареи противотанковой обороны горноспасательной дивизии.
Награждён медалями.
После ранений и контузий был признан негодным к строевой службе и до конца войны преподавал в военных училищах.
После демобилизации находился на партийной работе продолжая писать.
С 1947 года продолжает трудовую деятельность на шахтах Красного Луча и Ворошиловграда.
В послевоенные годы Вольным создано ряд пьес: «Дорога счастья» (1949), «Мера любви» (1952), «Суровая повесть» и «Я люблю тебя, жизнь» (1960), а также рассказов и повестей «Роман Крига» (1959), «Тимко» (1964), романа «Третий восточный» и других.
Фёдор Григорьевич также пишет статьи, очерки и рассказы о Донецком крае и о тружениках-шахтёрах>.
Фёдор Григорьевич Вольный скончался 16 июня 1974 года в Луганске, где и похоронен.

## Творчество
Основная тема творчества Фёдора Григорьевича Вольного — Донбасс и его жители, в первую очередь — шахтёры.
Драматургическое наследие писателя насчитывает 21 пьесу.
Среди изданных Вольным книг:
- Вольный Ф. Г. Третий восточный: Роман. — Киев: Дніпро, 1977.
- Вольный Ф. Гвардия. Дилогия.. — Донецк: Донбас, 1976. — 600 с.

## Награды
Фёдор Григорьевич Вольный награждён медалями «За отвагу», «За боевые заслуги», «За оборону Кавказа» и другими.

## Память
Именем Фёдора Вольного названа улица и городское литературное объединение города Красный Луч.
3 июля 1976 года на пятиэтажном доме № 1 на Красной площади в Луганске, в котором проживал Фёдор Вольный с декабря 1953 года по июнь 1974 года установлена мемориальная доска.